# Фракија-Фрачина (Кремона)
Фракија-Фрачина је насеље у Италији у округу Кремона, региону Ломбардија.
Према процени из 2011. у насељу је живело 41 становника. Насеље се налази на надморској висини од 79 м.